# Claudio Rebbi
Claudio Rebbi (* 1. März 1943 in Triest) ist ein italienisch-US-amerikanischer theoretischer Physiker.
Rebbi schloss sein Studium an der Universität Turin 1965 ab (Laurea) und promovierte dort 1967. Als Post-Doc war er am Caltech und danach 1970 bis 1972 Professor an der Universität Triest. 1972 bis 1974 war er am CERN und danach Visiting Associate Professor am Massachusetts Institute of Technology. Ab 1977 war er am Brookhaven National Laboratory. Er ist heute Professor an der Boston University.
Rebbi befasste sich in den frühen 1970er Jahren mit Stringtheorie und war ebenfalls ein Pionier von Gittereichtheorien. Außerdem befasste er sich mit topologischen Anregungen wie Solitonen und Instantonen insbesondere in Yang-Mills-Theorien.